# Carabobo
Carabobo (tiếng Tây Ban Nha: Estado Carabobo, IPA: [esˈtaðo kaɾaˈβoβo]) là một trong 23 bang của Venezuela, nằm ở phía bắc của đất nước với khoảng hai giờ đi bằng xe hơi từ Caracas. Thành phố này là Thủ phủ đồng thời là trung tâm công nghiệp chính của Valencia với diện tích 4650 km² và dân số vào năm 2007 đạt khoảng 2.227.000 người.